# Pour que tu me comprennes
Albums de Dave
Dave
(1977) Côté cœur
(1979)
Pour que tu me comprennes est le cinquième album studio de Dave, sorti en 1978. Il est sorti chez CBS.

## Liste des titres
| A1.   | La la la                                                          | 2:50 |
| A2.   | Dommage (Domani, domani)                                          | 3:42 |
| A3.   | Sur mon étoile (Winter Time)                                      | 2:46 |
| A4.   | Lettre à Hélène                                                   | 3:25 |
| A5.   | Le Kiosque à musique                                              | 3:25 |
| A6.   | Pour que tu me comprennes                                         | 2:56 |
| B1.   | La Fête                                                           | 2:35 |
| B2.   | Le Principal                                                      | 2:50 |
| B3.   | L'Homme-Enfant                                                    | 3:00 |
| B4.   | Je ne vois que l'amour (In a Country Churchyard)                  | 4:05 |
| B5.   | Comment ne pas être amoureux de vous (Can't Help Falling in Love) | 3:18 |
| B6.   | Changez rien pour moi (Ciao ragazzi)                              | 6:25 |
| 41:17 |                                                                   |      |

## Classements
| Classements (1978) | Meilleure position |
| ------------------ | ------------------ |
| France             | 1                  |

## Production
Cet album, en plus du vinyle noir, est également sorti à l'époque en picture disc.